# Ligue libérale et rurale
Ne doit pas être confondu avec Ligue libérale.

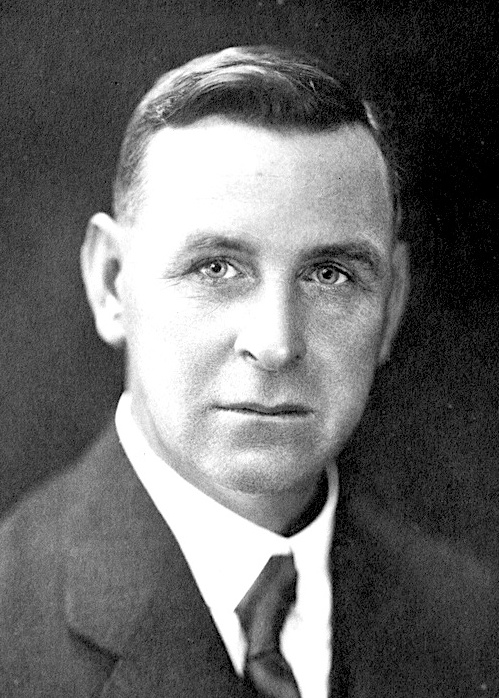
Richard Layton Butler, fondateur du LCL

La Ligue libérale et rurale (en anglais : The Liberal and Country League, abrégé LCL) a été, pendant ses quarante années d'existence, un des principaux partis politiques en Australie-Méridionale.
Créée le 9 juin 1932 par la fusion de la "Liberal Federation" et du "Country Party", le premier gouvernement LCL fut formé le 18 avril 1933 sous la direction de Richard Layton Butler. Parti traditionnellement conservateur, il regroupait trois types d'électeurs dont les intérêts étaient souvent en conflits : 
- des fermiers, des éleveurs et de grands propriétaires terriens ;
- la grande bourgeoisie des vieilles familles riches d'Adélaïde et celles assez fortunées pour être acceptées par la grande bourgeoisie ;
- les classes urbaines moyennes qui soutenaient le parti, mais qui ne participaient pas à sa direction. Ce n'est qu'en 1955 qu'un de ses membres de cette troisième composante, Robin Millhouse, fut élu au Parlement. Millhouse, souvent considéré durant son mandat comme le membre le plus progressiste du Parlement d'Australie-Méridionale, fut finalement exclu du LCL en 1973 pour ses critiques incessantes envers l'aile droite du parti.

Pendant son existence, le LCL a eu quatre leaders parlementaires :
- Butler qui fut premier Ministre d'Australie-Méridionale jusqu'au 5 novembre 1938,
- Sir Thomas Playford, Premier Ministre du 5 novembre 1938 jusqu'à sa défaite électorale près de 27 ans plus tard,
- Steele Hall, qui succéda à Playford comme chef du LCL après la démission de Playford de la tête du parti en 1966 et qui fut Premier Ministre de l'État de 1968 à 1970, et
- Bruce Eastick.

Ce fut Playford qui marqua le plus l'histoire du parti et son départ amena rapidement à sa fin.
Le LCL perdit le gouvernement pour la première fois aux élections de 1965. Il le récupéra un bref moment avec Hall mais le départ de Playford avait mis en évidence tous les problèmes que connaissait le parti ce qui amena au départ de l'aile progressiste du parti pour former le Mouvement libéral. Après ce départ le LCL, conduit par Eastick, changea de nom pour s'intégrer dans le Parti libéral fédéral.